# Варендорф
Варендорф (нім. Warendorf) — місто в Німеччині, знаходиться в землі Північний Рейн-Вестфалія. Підпорядковується адміністративному округу Мюнстер. Центр однойменного району.
Місто відоме за його добре збереженний середньовічний центр, верхову їзду та за великі можливості для велосипедистів. Велосипеди є дуже комфортним транспортом для цієї місцевості, адже багато велосипедних доріжок побудовані по всьому місту і навіть на його окраїнах.
Площа — 176,75 км2. Населення становить 37 173 ос. (станом на 31 грудня 2020).

## Галерея

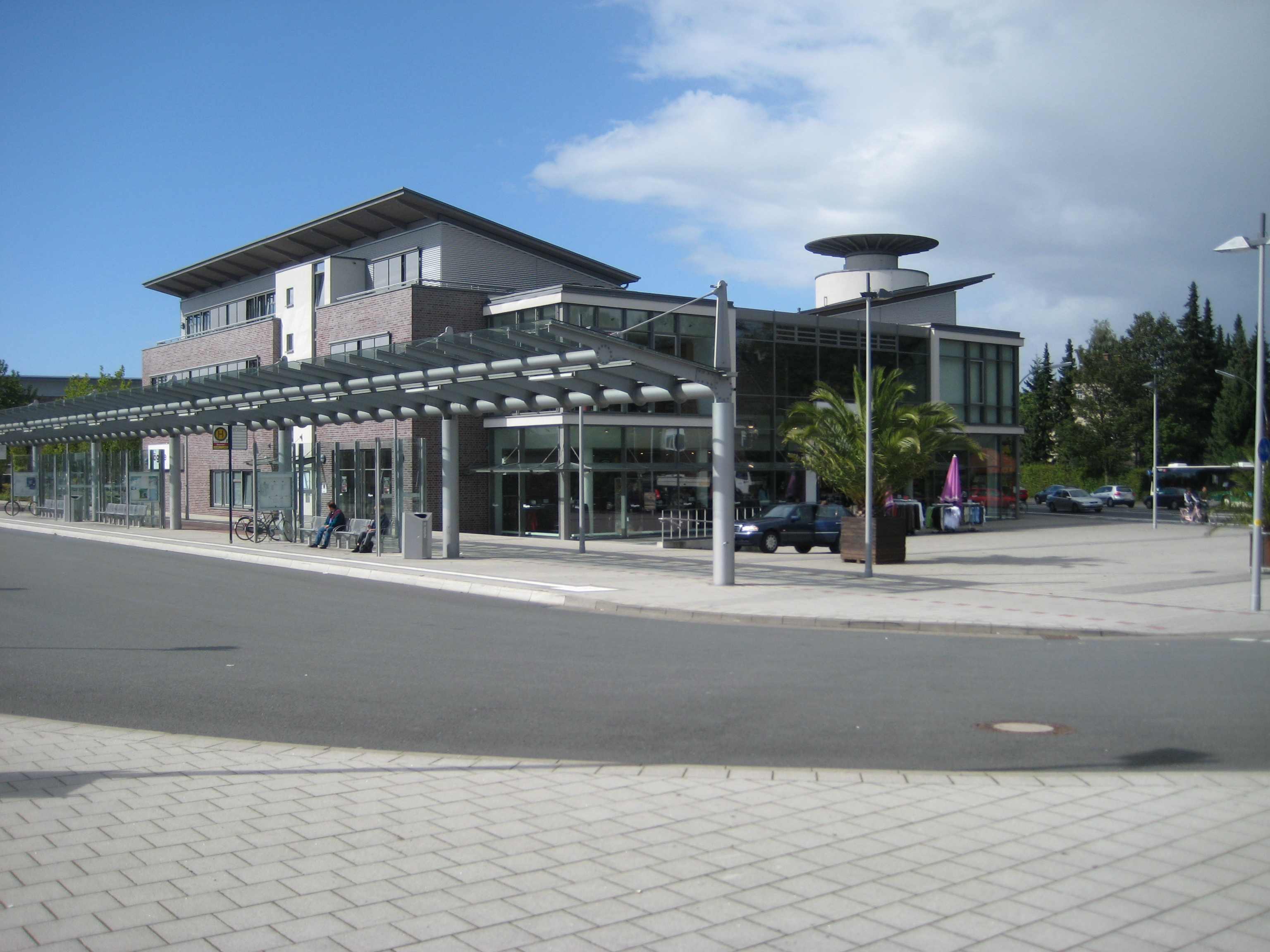
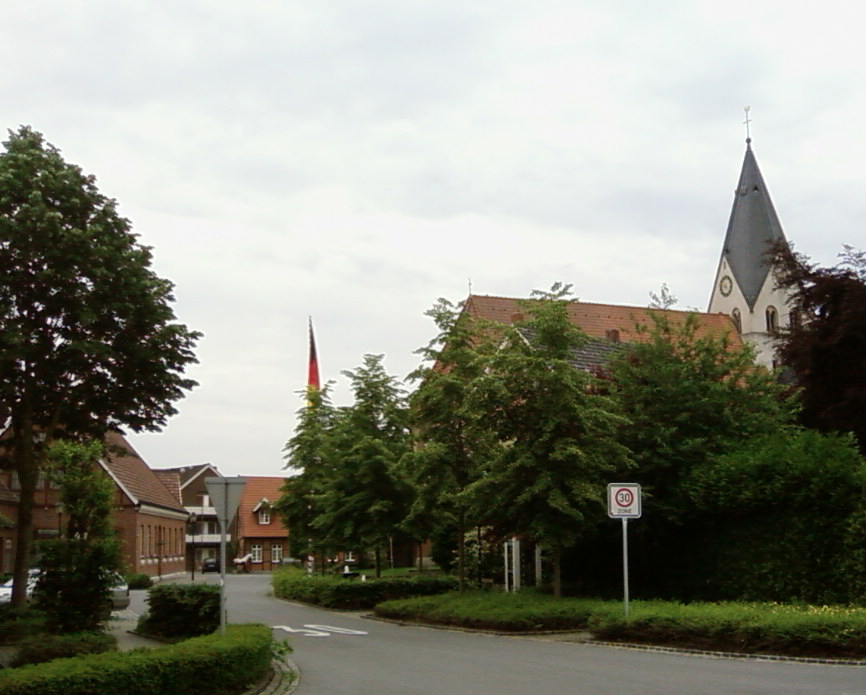
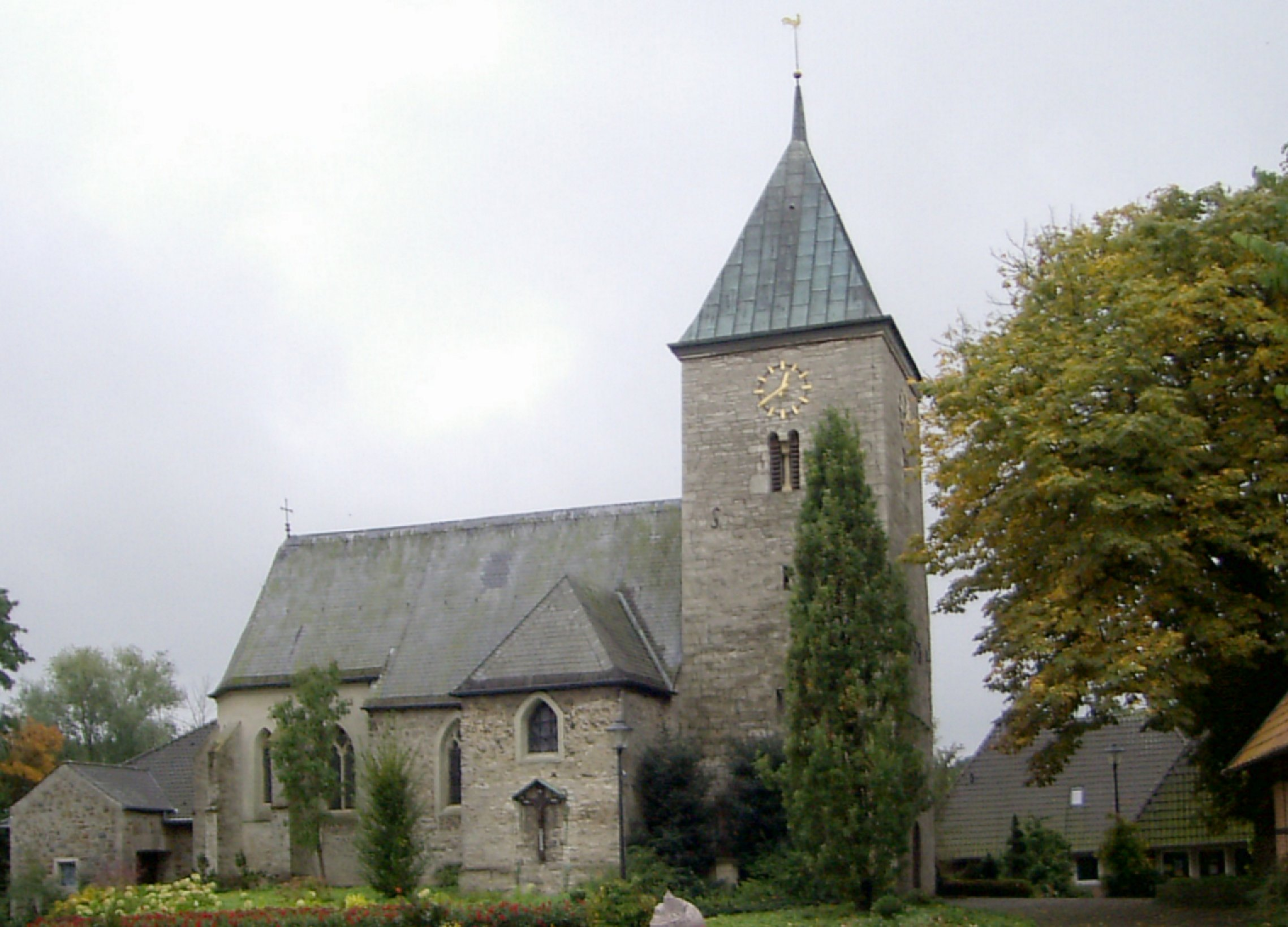
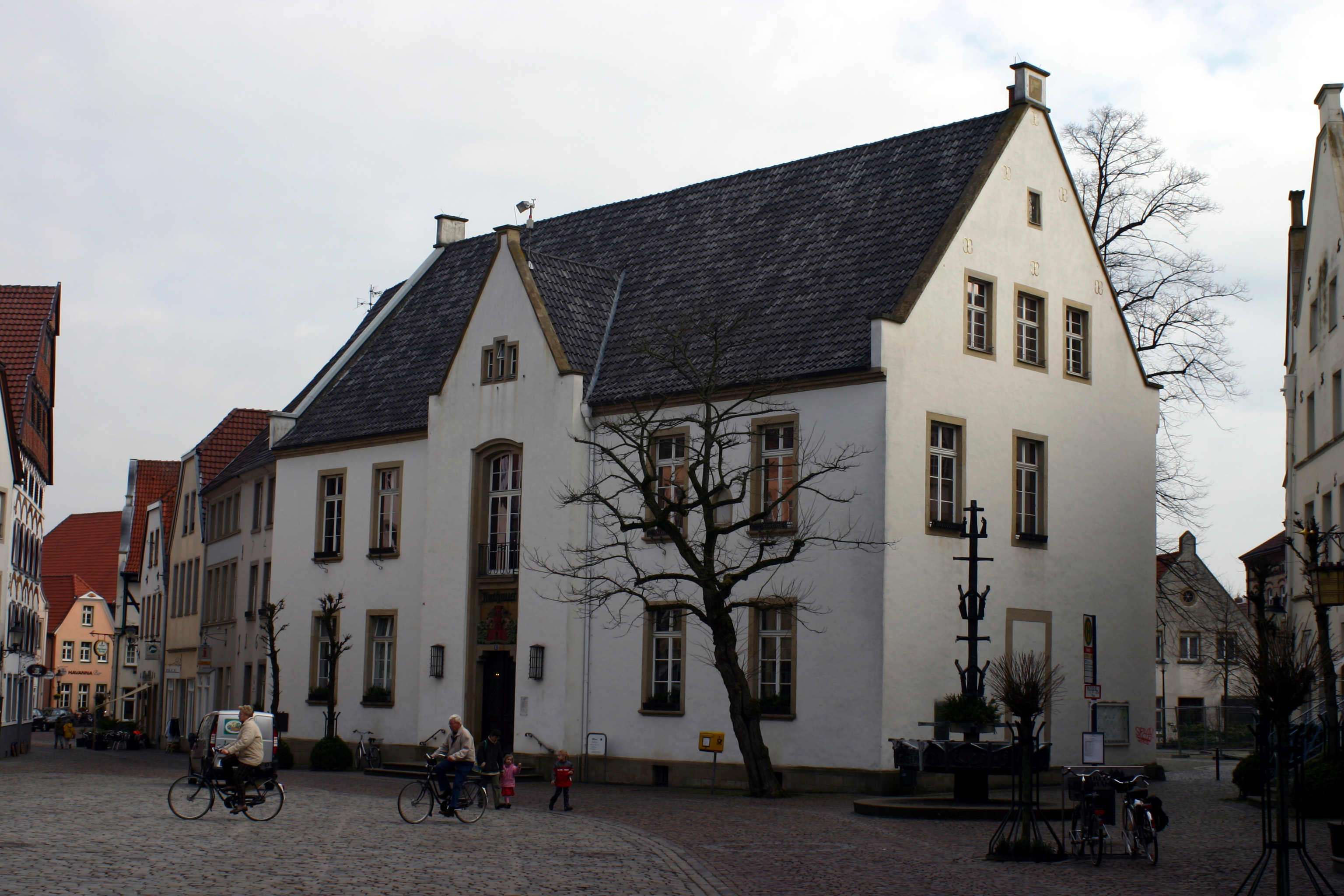
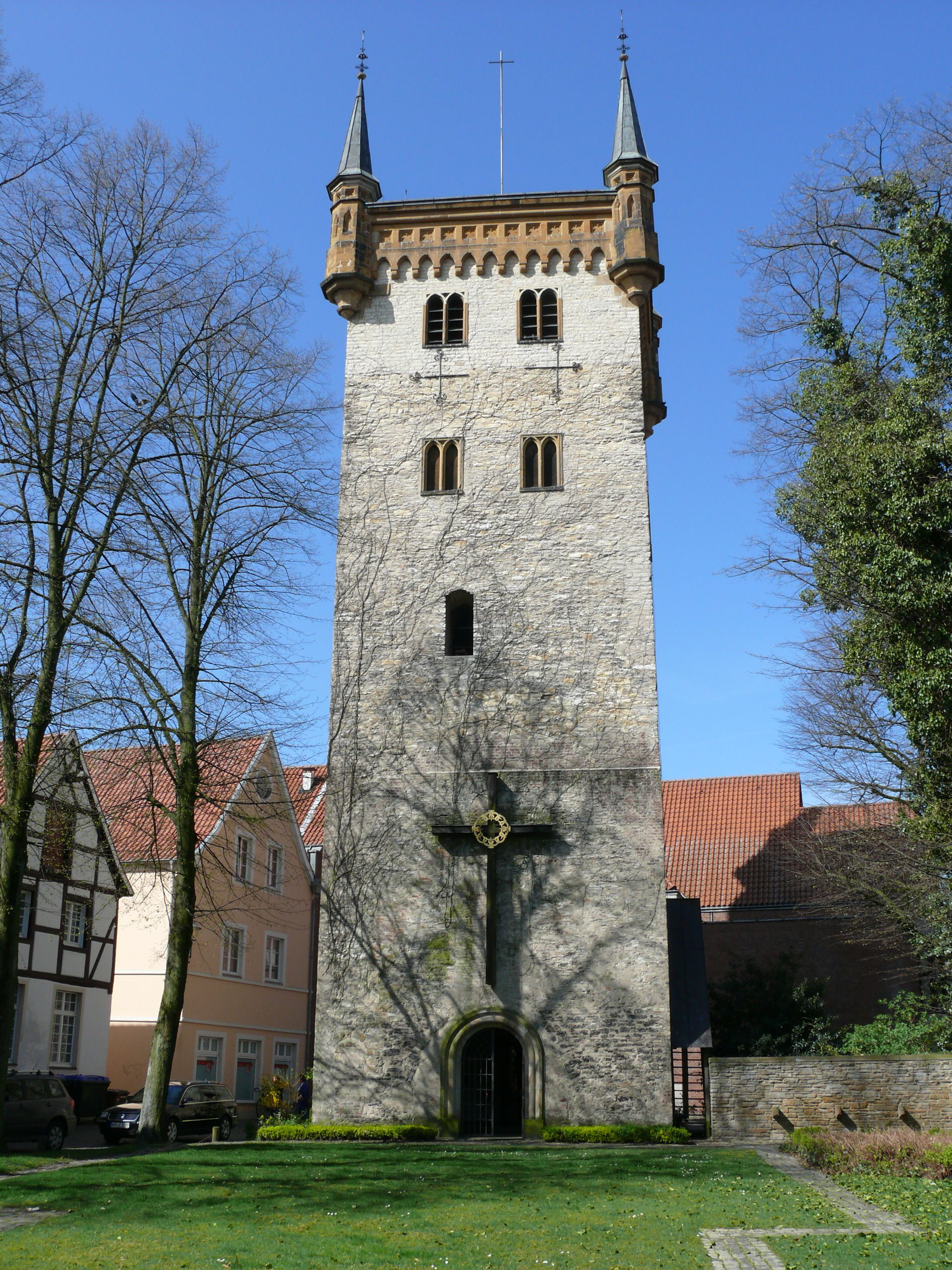
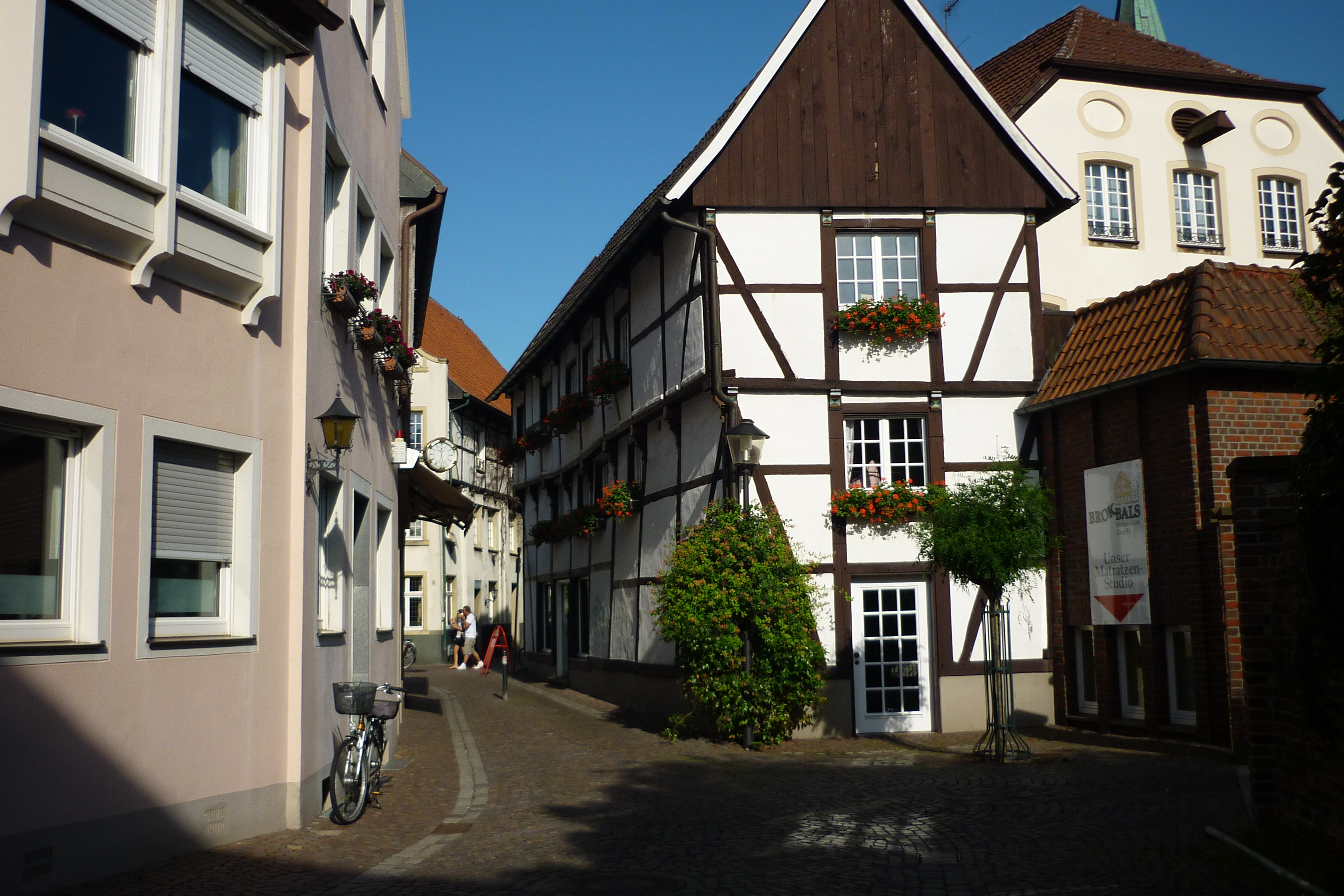